# Q32
AN/FSQ-32 va ser un ordinador construït per IBM (International Business Machines) entre el 1960 i el 1961 pel Strategic Air Command (SAC). IBM el va anomenar "4020." Només se’n va construir un.